# Saint-Martin-d'Arcé
Saint-Martin-d'Arcé è un ex comune francese, situato nel dipartimento del Maine e Loira nella regione dei Paesi della Loira. Fino al 2012 ha costituito un comune autonomo, per diventare poi frazione del nuovo comune di Baugé-en-Anjou.

## Società

### Evoluzione demografica
Abitanti censiti